# شيدا كارتلي
شيدا كارتلي ؛ «إنر كارتلي» هي منطقة إدارية غير ساحلية ( مكاري ) في شرق جورجيا. يشتمل على جزء مركزي من مقاطعة شيدا كارتلي التاريخية والجغرافية. تبلغ مساحتها 5،729 كيلومتر مربع (2,212 ميل مربع)، شيدا كارتلي هي ثامن أكبر منطقة جورجية من حيث المساحة. يبلغ عدد سكانها 300382 نسمة، وهي المنطقة السابعة من حيث عدد السكان في جورجيا. عاصمة شيدا كارتلي وأكبر مدنها، غوري، هي خامس أكبر مدينة في جورجيا .
يحد المنطقة الاتحاد الروسي من الشمال، والمناطق الجورجية متسخيتا-متيانيتي من الشرق، وكفيمو كارتلي من الجنوب، سامتسخه-جافاخيتي من الجنوب الغربي، وإيميريتي من الغرب،وراشا-ليشخومي وكفيمو سفانيتي من الشمال الغربي . وتتكون مما يلي البلديات: غوري، كاسبي، كاريلي، جافا، خاشوري. ومدينة واحدة تتمتع بالحكم الذاتي، غوري .
الجزء الشمالي من المنطقة، وتحديداً جاوة، والأقاليم الشمالية لبلديتي كاريلي وجوري (إجمالي مساحة 1,393 كيلومتر مربع)، تحت سيطرة سلطات جمهورية أوسيتيا الجنوبية المعلنة من جانب واحد منذ عام 1992 واحتلت من قبل القوات الروسية منذ الحرب الروسية الجورجية عام 2008 .

## علم أصول الكلمات
يُترجم اسم شيدا كارتلي باللغة الإنجليزية إلى الداخلية كارتلي. مصطلح كارتلي نفسه مشتق من جذر بروتو كارتفيليان كارت- («الجورجي»)، والذي يعتبره اللغويون الحديثون تكوينًا كارتفيليًا داخليًا قديمًا.  

## جغرافية

خريطة تضاريس شيدا كارتلي

تقع شيدا كارتلي في الجزء الأوسط من الأراضي المنخفضة بين القوقاز الكبرى والصغرى. إلى الشمال، سهم شيدا كارتلي 27.5  كم الحدود الدولية مع الاتحاد الروسي. اعتبارًا من عام 2018، تفتقر الحكومة الجورجية إلى السيطرة عليها، وبالتالي تم إغلاق الحدود أمام العبور الدولي. إلى الشرق، تشترك المنطقة في حدود إدارية مع متسخيتا - متيانيتي، ومن الجنوب - كفيمو كارتلي، إلى الجنوب الغربي - مع سامتسخي جافاخيتي، وإلى الغرب مع إيميريتي، وإلى الشمال الغربي مع راشا ليخخومي وكفيمو سفانيتي . 
يتم تشكيل الحدود الشمالية للمنطقة التي القوقاز الكبرى الجبال، والحدود الشرقية يذهب أساسا على طول الحافة خرولي ونهر كساني، وغني عن الحدود الجنوبية على طول المدى ترياليتي، ويتم تشكيل الحدود الغربية من قبل يخي نطاقات ورشا.

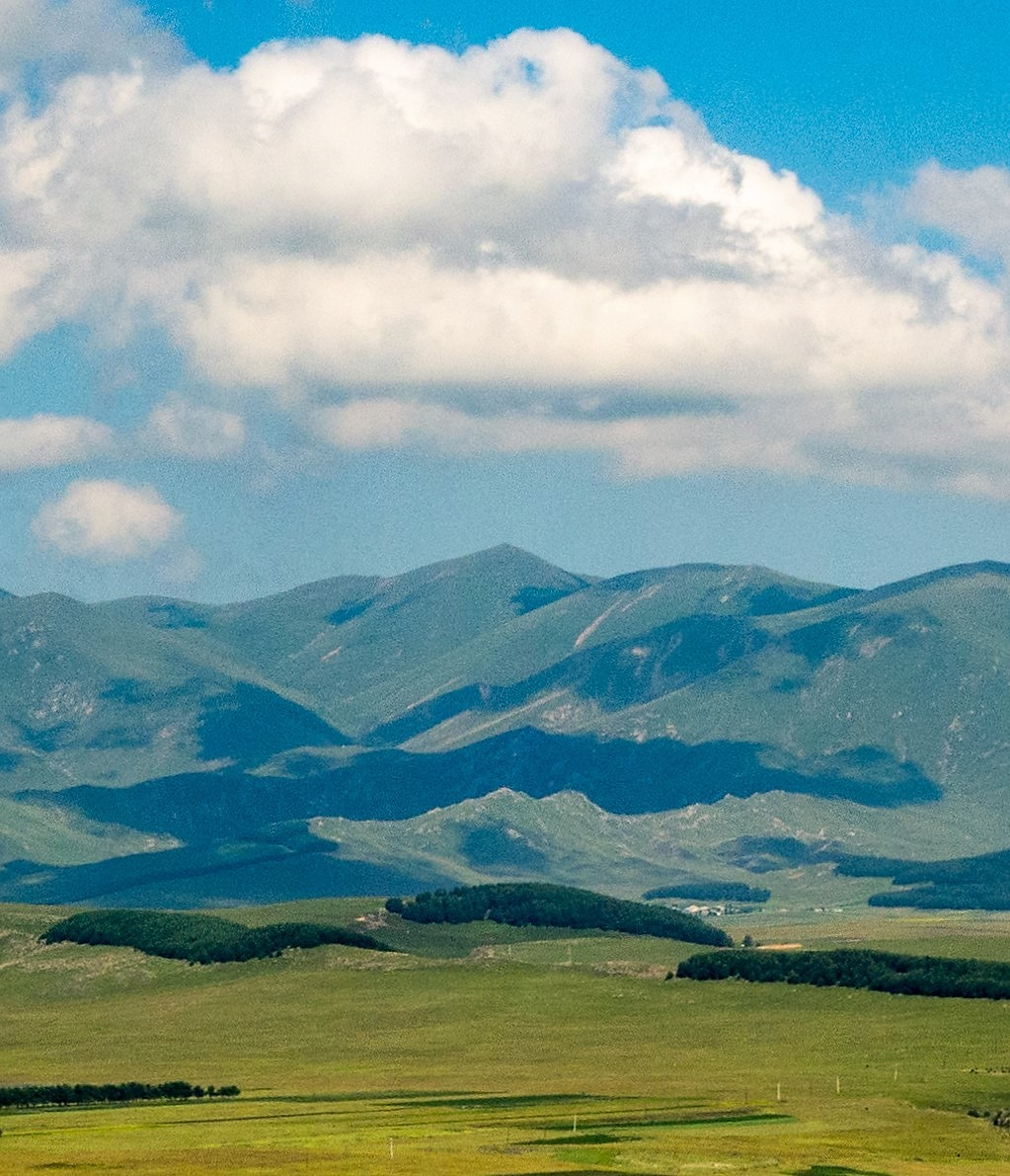
جبل أرجيفاني (2757.7 م) منظر من قرية باريتي ، كفيمو كارتلي

تتكون الصورة العامة لإغاثة شيدا كارتلي من سهل شيدا كارتلي الممتد والحواف الجبلية. الرئيسي بالجبال كيانات المنطقة هي: قطع صغيرة من القوقاز الكبرى الجبال ومجموعة رشا جيرموخي، خرولي، كفيرناكي، تريتيتي
يخي نطاقات وشيدا كارتلي سهل . 
يبلغ متوسط ارتفاع تضاريس شيدا كارتلي 1307 مترًا. أدنى نقطة عند 473 متر في بلدية كاسبي، عند التقاء نهري متكفاري وكساني. أعلى نقطة هي جبل لاغتسيتي (3877.4)م الذي يقع في الجزء المحتل من شيدا كارتلي. في الجزء الخاضع للسيطرة الجورجية من المنطقة، أعلى نقطة هي جبل أرجيفاني (2,757.7 م). 

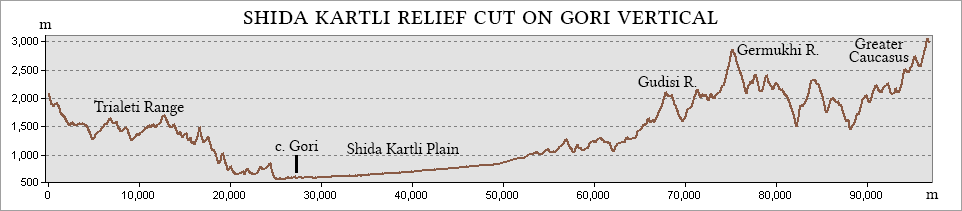
صورة إغاثة شيدا كارتلي على عمودي جوري

### مناخ
شيدا كارتلي لديها العديد المناخ، في جزء المركزي، في سهل يتمثل معتدل رطب المناخ، مع البرد المعتدل شتاء والحارة الطويلة سامرز. إلى الشرق من ضواحي جوري، على طول وادي متكفاري (حتى 600 م)، يمثل المناخ المؤقت من المناطق شبه الاستوائية الجافة إلى المناطق شبه الاستوائية الرطبة المعتدلة، مع فصول الشتاء الباردة المعتدلة والصيف الحار. إلى الشمال من السهل على المنحدرات الجنوبية لجبال القوقاز الكبرى(1,100-1,900 م) وإلى الجنوب على المنحدرات الشمالية لسلسلة ترياليتي (1,400-1,900 م) المناخ معتدل رطب مع فصول الشتاء الباردة والصيف الطويل ومن 1900 م إلى 2600 م مع فصول الشتاء الباردة والصيف القصير . على المنحدرات الجنوبية لجبال القوقاز الكبرى من 2600 م إلى 3400 م يمثل المناخ الرطب المعتدل للمرتفعات مع عدم وجود صيف حقيقي، وفوق 3400 م - مناخ رطب معتدل في المرتفعات مع ثلوج دائمة وأنهار جليدية. إلى الغرب من المنطقة، على ليخي مدى يزيد عن 900 متر يتوزع مناخ المرتفعات العابرة من البحرية الرطبة إلى القارية الرطبة. إلى أقصى الجزء الشمالي الغربي من المنطقة، على المنحدرات الغربية لسلسلة جبال الليخي وسلسلة راشا، يتم تمثيل المناخ الرطب مع فصول الشتاء الباردة والصيف القصير ، وأكثر من 2600 متر - مناخ المرتفعات الرطب مع عدم وجود صيف حقيقي. 

#### درجة الحرارة

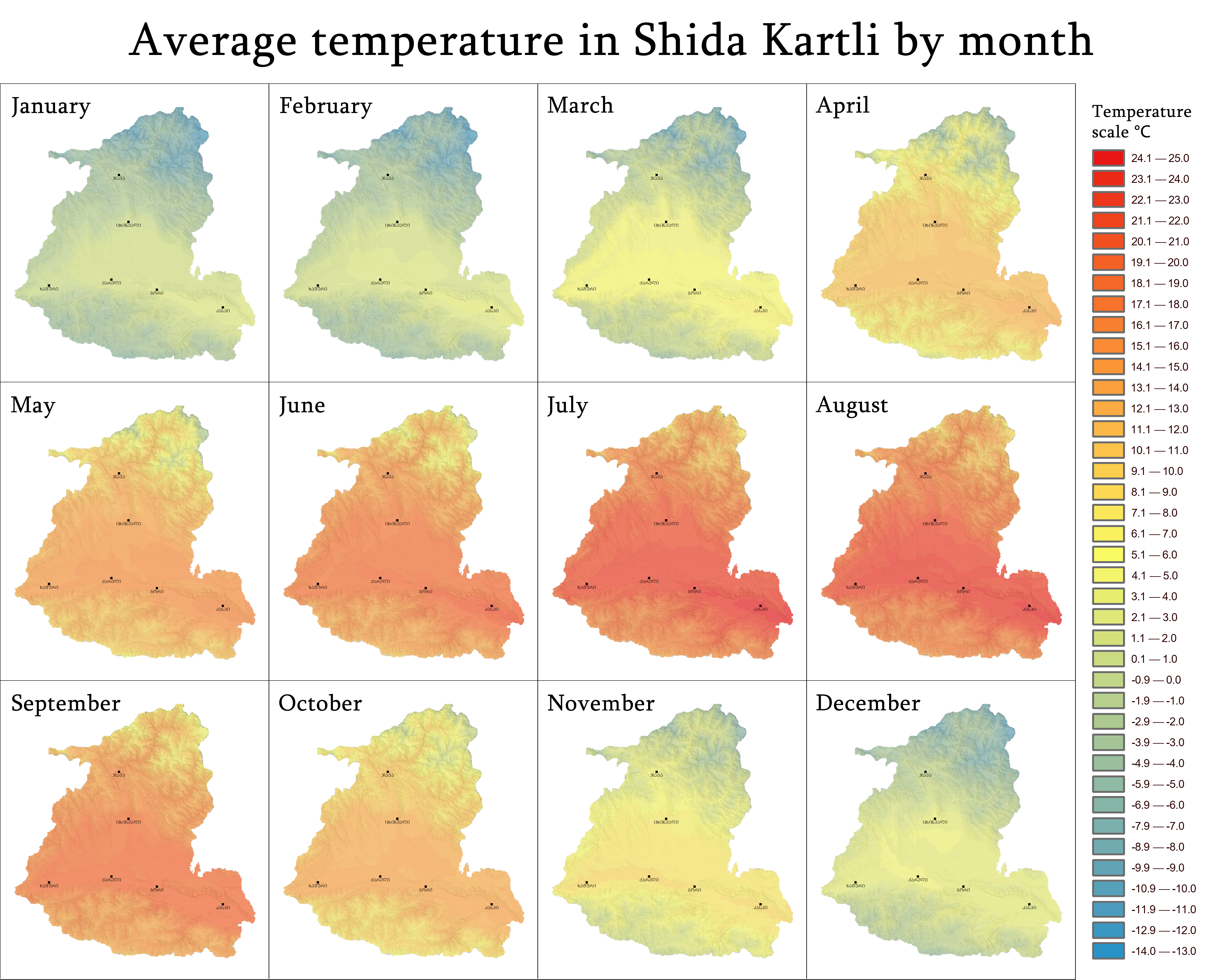
يبلغ متوسط درجة الحرارة في شيدا قرطلي بعد شهر

يبلغ متوسط درجة الحرارة السنوية للمنطقة 6.5 درجة مئوية، ودرجة الحرارة القصوى السنوية 12.2 ° C إلى الشرق من بلدية كاسبي ودرجة الحرارة الدنيا السنوية هي -5.0  درجة مئوية في بلدية جافا، على جبال القوقاز . أعلى متوسط درجة حرارة سنوية في سهل شيدا كارتلي الذي يرتفع من الغرب إلى الشرق من 9  درجة مئوية إلى 12.2  درجة مئوية.  أكثر الشهور سخونة في المنطقة هو أغسطس (18.5 ° C) ومتوسط درجة حرارته الشهرية القصوى يصل إلى 24.4  درجة مئوية، بينما الحد الأدنى تنخفض إلى 4.5  درجة مئوية. أبرد شهر هو يناير (-2,6 ° C) وانخفاض متوسط درجة الحرارة الشهرية الدنيا إلى -12.6  درجة مئوية، بينما يصل الحد الأقصى 1.6درجة مئوية. 

#### ترسب
على أراضي شيدا كارتلي، متوسط هطول الأمطار السنوي يساوي 824  مم. الحد الأقصى لهطول الأمطار(1,045  مم) تقع في أقصى شمال المنطقة، على جبال القوقاز، بينما الحد الأدنى (536  مم) يقع شرق بلدية كاسبي على طول وادي متكفاري. من خلال وفرة هطول الأمطار، يبرز الجزء الشمالي من المنطقة حيث تختلف قيمته من 800  مم يصل إلى 1045  مم. في سهل شيدا كارتلي، يتراوح متوسط هطول الأمطار السنوي من 563  مم يصل إلى 800  مم، وعلى نطاق ترياليتي من 700  مم يصل إلى 900  مم. 
بحلول الشهر، يقع الحد الأقصى لمتوسط هطول الأمطار السنوي في مايو(109 مم) ويونيو (105  مم)، بينما الحد الأدنى - في فبراير (57  مم). 

#### رياح
وفي شيدا كارتلي تهب أقوى رياح في ديسمبر ويناير بمتوسط سرعتها 2.49  م / ث و 2.35  م / ث على التوالي. أضعف الرياح في أكتوبر (1.83  السيدة).تهب رياح المنطقة عادة من الجانب الشرقي أو الغربي. من خلال التوزيع الإقليمي، تكون الرياح قوية بشكل خاص على المنحدرات الجنوبية لجبال القوقاز الكبرى، بينما تكون الأضعف على سهل شيدا كارتلي. 

## روابط خارجية
- وكالة التنمية الجهوية شيدا كارتلي